# Circuit des Ardennes international 2017
La 44e édition du Circuit des Ardennes international aura lieu du 7 au 9 avril 2017. La course fait partie du calendrier UCI Europe Tour 2017 en catégorie 2.2.

## Présentation

### Équipes
Classée en catégorie 2.2 de l'UCI Europe Tour, le Circuit des Ardennes international est par conséquent ouverte aux équipes continentales professionnelles françaises ainsi qu'un maximum de deux étrangères, aux équipes continentales, aux équipes régionales et de clubs et aux équipes nationales.
| Équipes continentales professionnelles (2)- Israel Cycling Academy - WB-Veranclassic-Aqua Protect Équipes continentales (14)- Adria Mobil - AGO-Aqua Service - Armée de terre - Axeon-Hagens Berman - Felbermayr Simplon Wels - HP BTP-Auber 93 - Joker Icopal - Leopard - Roth-Akros - Roubaix Lille Métropole - SEG Racing Academy - VéloCONCEPT - Wibatech 7R Fuji - Wiggins Équipe nationale- Allemagne Équipes régionales et de clubs (7)- Club Cycliste d'Étupes - CC Nogent-sur-Oise - CC Villeneuve Saint-Germain - Caja Rural-Seguros RGA amateur - Colpack - Lotto-Soudal U23 - VC Rouen 76 |
| |

## Étapes
| Étape     | Date   | Villes étapes                               | type | Distance (km) | Vainqueur d'étape | Leader du classement général |
| --------- | ------ | ------------------------------------------- | ---- | ------------- | ----------------- | ---------------------------- |
| 1re étape | 7 avr. | Acy-Romance – Acy-Romance                   |      | 184,5         | Markus Hoelgaard  | Markus Hoelgaard             |
| 2e étape  | 8 avr. | Rochehaut – Rochehaut                       |      | 174,8         | Rasmus Guldhammer | Rasmus Guldhammer            |
| 3e étape  | 9 avr. | Nouvion-sur-Meuse – Floing                  |      | 78,1          | Maxime Vantomme   | Jhonatan Narváez             |
| 4e étape  | 9 avr. | Charleville-Mézières – Charleville-Mézières |      | 103           | Riccardo Zoidl    | Jhonatan Narváez             |

## Déroulement de la course

### 1reétape
| \| Classement de l'étape \| Classement de l'étape \| Classement de l'étape \| Classement de l'étape \| Classement de l'étape \| \| Coureur \| Coureur \| Pays \| Équipe \| Temps \| \| --------------------- \| --------------------- \| --------------------- \| ----------------------- \| --------------------- \| \| 1er \| Markus Hoelgaard \| Norvège \| Joker Icopal \| 4 h 33 min 11 s \| \| 2e \| Kristoffer Skjerping \| Norvège \| Joker Icopal \| + 0 s \| \| 3e \| Markus Eibegger \| Autriche \| Felbermayr Simplon Wels \| + 0 s \| \| 4e \| Stephen Williams \| Royaume-Uni \| SEG Racing Academy \| + 0 s \| \| 5e \| Julien Mortier \| Belgique \| AGO-Aqua Service \| + 0 s \| \| 6e \| Nicolas Dalla Valle \| Italie \| Colpack \| + 0 s \| \| 7e \| Julien Loubet \| France \| Armée de terre \| + 0 s \| \| 8e \| Patrick Haller \| Allemagne \| Allemagne \| + 0 s \| \| 9e \| Arnaud Pfrimmer \| France \| Club Cycliste d'Étupes \| + 0 s \| \| 10e \| Andrea Garosio \| Italie \| Colpack \| + 0 s \| |                      |             |                         |                 |
| |                      |             |                         |                 |
| Source : ProCyclingStats |                      |             |                         |                 |
| Classement de l'étape |                      |             |                         |                 |
| Coureur | Coureur              | Pays        | Équipe                  | Temps           |
| 1er | Markus Hoelgaard     | Norvège     | Joker Icopal            | 4 h 33 min 11 s |
| 2e | Kristoffer Skjerping | Norvège     | Joker Icopal            | + 0 s           |
| 3e | Markus Eibegger      | Autriche    | Felbermayr Simplon Wels | + 0 s           |
| 4e | Stephen Williams     | Royaume-Uni | SEG Racing Academy      | + 0 s           |
| 5e | Julien Mortier       | Belgique    | AGO-Aqua Service        | + 0 s           |
| 6e | Nicolas Dalla Valle  | Italie      | Colpack                 | + 0 s           |
| 7e | Julien Loubet        | France      | Armée de terre          | + 0 s           |
| 8e | Patrick Haller       | Allemagne   | Allemagne               | + 0 s           |
| 9e | Arnaud Pfrimmer      | France      | Club Cycliste d'Étupes  | + 0 s           |
| 10e | Andrea Garosio       | Italie      | Colpack                 | + 0 s           |

| \| Classement général \| Classement général \| Classement général \| Classement général \| Classement général \| \| Coureur \| Coureur \| Pays \| Équipe \| Temps \| \| ------------------ \| -------------------- \| ------------------ \| ---------------------------- \| ------------------ \| \| 1er \| Markus Hoelgaard \| Norvège \| Joker Icopal \| 4 h 33 min 01 s \| \| 2e \| Kristoffer Skjerping \| Norvège \| Joker Icopal \| + 4 s \| \| 3e \| Fabien Canal \| France \| Armée de terre \| + 5 s \| \| 4e \| Markus Eibegger \| Autriche \| Felbermayr Simplon Wels \| + 6 s \| \| 5e \| Risto Raid \| Estonie \| VC Rouen 76 \| + 7 s \| \| 6e \| Kevyn Ista \| Belgique \| WB-Veranclassic-Aqua Protect \| + 8 s \| \| 7e \| Arnaud Pfrimmer \| France \| Club Cycliste d'Étupes \| + 9 s \| \| 8e \| Quentin Simon \| France \| Club Cycliste d'Étupes \| + 9 s \| \| 9e \| Stephen Williams \| Royaume-Uni \| SEG Racing Academy \| + 10 s \| \| 10e \| Julien Mortier \| Belgique \| AGO-Aqua Service \| + 10 s \| |                      |             |                              |                 |
| |                      |             |                              |                 |
| Source : ProCyclingStats |                      |             |                              |                 |
| Classement général |                      |             |                              |                 |
| Coureur | Coureur              | Pays        | Équipe                       | Temps           |
| 1er | Markus Hoelgaard     | Norvège     | Joker Icopal                 | 4 h 33 min 01 s |
| 2e | Kristoffer Skjerping | Norvège     | Joker Icopal                 | + 4 s           |
| 3e | Fabien Canal         | France      | Armée de terre               | + 5 s           |
| 4e | Markus Eibegger      | Autriche    | Felbermayr Simplon Wels      | + 6 s           |
| 5e | Risto Raid           | Estonie     | VC Rouen 76                  | + 7 s           |
| 6e | Kevyn Ista           | Belgique    | WB-Veranclassic-Aqua Protect | + 8 s           |
| 7e | Arnaud Pfrimmer      | France      | Club Cycliste d'Étupes       | + 9 s           |
| 8e | Quentin Simon        | France      | Club Cycliste d'Étupes       | + 9 s           |
| 9e | Stephen Williams     | Royaume-Uni | SEG Racing Academy           | + 10 s          |
| 10e | Julien Mortier       | Belgique    | AGO-Aqua Service             | + 10 s          |

### 2eétape
| \| Classement de l'étape \| Classement de l'étape \| Classement de l'étape \| Classement de l'étape \| Classement de l'étape \| \| Coureur \| Coureur \| Pays \| Équipe \| Temps \| \| --------------------- \| --------------------- \| --------------------- \| ---------------------------- \| --------------------- \| \| 1er \| Rasmus Guldhammer \| Danemark \| VéloCONCEPT \| 4 h 33 min 39 s \| \| 2e \| Jhonatan Narváez \| Équateur \| Axeon-Hagens Berman \| + 0 s \| \| 3e \| Riccardo Zoidl \| Autriche \| Felbermayr Simplon Wels \| + 2 s \| \| 4e \| Kevyn Ista \| Belgique \| WB-Veranclassic-Aqua Protect \| + 2 s \| \| 5e \| Bjorg Lambrecht \| Belgique \| Lotto-Soudal U23 \| + 18 s \| \| 6e \| Julien Loubet \| France \| Armée de terre \| + 18 s \| \| 7e \| Maxime Vantomme \| Belgique \| WB-Veranclassic-Aqua Protect \| + 18 s \| \| 8e \| Paul Sauvage \| France \| Club Cycliste d'Étupes \| + 18 s \| \| 9e \| Bjørn Tore Hoem \| Norvège \| Joker Icopal \| + 18 s \| \| 10e \| Andrea Garosio \| Italie \| Colpack \| + 18 s \| |                   |          |                              |                 |
| |                   |          |                              |                 |
| Source : ProCyclingStats |                   |          |                              |                 |
| Classement de l'étape |                   |          |                              |                 |
| Coureur | Coureur           | Pays     | Équipe                       | Temps           |
| 1er | Rasmus Guldhammer | Danemark | VéloCONCEPT                  | 4 h 33 min 39 s |
| 2e | Jhonatan Narváez  | Équateur | Axeon-Hagens Berman          | + 0 s           |
| 3e | Riccardo Zoidl    | Autriche | Felbermayr Simplon Wels      | + 2 s           |
| 4e | Kevyn Ista        | Belgique | WB-Veranclassic-Aqua Protect | + 2 s           |
| 5e | Bjorg Lambrecht   | Belgique | Lotto-Soudal U23             | + 18 s          |
| 6e | Julien Loubet     | France   | Armée de terre               | + 18 s          |
| 7e | Maxime Vantomme   | Belgique | WB-Veranclassic-Aqua Protect | + 18 s          |
| 8e | Paul Sauvage      | France   | Club Cycliste d'Étupes       | + 18 s          |
| 9e | Bjørn Tore Hoem   | Norvège  | Joker Icopal                 | + 18 s          |
| 10e | Andrea Garosio    | Italie   | Colpack                      | + 18 s          |

| \| Classement général \| Classement général \| Classement général \| Classement général \| Classement général \| \| Coureur \| Coureur \| Pays \| Équipe \| Temps \| \| ------------------ \| ------------------ \| ------------------ \| ---------------------------- \| ------------------ \| \| 1er \| Rasmus Guldhammer \| Danemark \| VéloCONCEPT \| 9 h 06 min 40 s \| \| 2e \| Jhonatan Narváez \| Équateur \| Axeon-Hagens Berman \| + 4 s \| \| 3e \| Riccardo Zoidl \| Autriche \| Felbermayr Simplon Wels \| + 8 s \| \| 4e \| Kevyn Ista \| Belgique \| WB-Veranclassic-Aqua Protect \| + 8 s \| \| 5e \| Markus Hoelgaard \| Norvège \| Joker Icopal \| + 18 s \| \| 6e \| Markus Eibegger \| Autriche \| Felbermayr Simplon Wels \| + 24 s \| \| 7e \| Julien Loubet \| France \| Armée de terre \| + 25 s \| \| 8e \| Risto Raid \| Estonie \| VC Rouen 76 \| + 25 s \| \| 9e \| Carl Fredrik Hagen \| Norvège \| Joker Icopal \| + 26 s \| \| 10e \| Arnaud Pfrimmer \| France \| Club Cycliste d'Étupes \| + 27 s \| |                    |          |                              |                 |
| |                    |          |                              |                 |
| Source : ProCyclingStats |                    |          |                              |                 |
| Classement général |                    |          |                              |                 |
| Coureur | Coureur            | Pays     | Équipe                       | Temps           |
| 1er | Rasmus Guldhammer  | Danemark | VéloCONCEPT                  | 9 h 06 min 40 s |
| 2e | Jhonatan Narváez   | Équateur | Axeon-Hagens Berman          | + 4 s           |
| 3e | Riccardo Zoidl     | Autriche | Felbermayr Simplon Wels      | + 8 s           |
| 4e | Kevyn Ista         | Belgique | WB-Veranclassic-Aqua Protect | + 8 s           |
| 5e | Markus Hoelgaard   | Norvège  | Joker Icopal                 | + 18 s          |
| 6e | Markus Eibegger    | Autriche | Felbermayr Simplon Wels      | + 24 s          |
| 7e | Julien Loubet      | France   | Armée de terre               | + 25 s          |
| 8e | Risto Raid         | Estonie  | VC Rouen 76                  | + 25 s          |
| 9e | Carl Fredrik Hagen | Norvège  | Joker Icopal                 | + 26 s          |
| 10e | Arnaud Pfrimmer    | France   | Club Cycliste d'Étupes       | + 27 s          |

### 3eétape
| \| Classement de l'étape \| Classement de l'étape \| Classement de l'étape \| Classement de l'étape \| Classement de l'étape \| \| Coureur \| Coureur \| Pays \| Équipe \| Temps \| \| --------------------- \| --------------------- \| --------------------- \| ---------------------------- \| --------------------- \| \| 1er \| Maxime Vantomme \| Belgique \| WB-Veranclassic-Aqua Protect \| 1 h 54 min 01 s \| \| 2e \| Jhonatan Narváez \| Équateur \| Axeon-Hagens Berman \| + 0 s \| \| 3e \| Romain Seigle \| France \| Club Cycliste d'Étupes \| + 1 s \| \| 4e \| Julien Antomarchi \| France \| Roubaix Lille Métropole \| + 1 s \| \| 5e \| Markus Hoelgaard \| Norvège \| Joker Icopal \| + 55 s \| \| 6e \| William Barta \| États-Unis \| Axeon-Hagens Berman \| + 55 s \| \| 7e \| Alexander Krieger \| Allemagne \| Leopard Pro Cycling \| + 55 s \| \| 8e \| Gabriel Cullaigh \| Royaume-Uni \| SEG Racing Academy \| + 55 s \| \| 9e \| Michael Rice \| Australie \| Axeon-Hagens Berman \| + 55 s \| \| 10e \| Rémi Aubert \| France \| Club Cycliste d'Étupes \| + 55 s \| |                   |             |                              |                 |
| |                   |             |                              |                 |
| Source : ProCyclingStats |                   |             |                              |                 |
| Classement de l'étape |                   |             |                              |                 |
| Coureur | Coureur           | Pays        | Équipe                       | Temps           |
| 1er | Maxime Vantomme   | Belgique    | WB-Veranclassic-Aqua Protect | 1 h 54 min 01 s |
| 2e | Jhonatan Narváez  | Équateur    | Axeon-Hagens Berman          | + 0 s           |
| 3e | Romain Seigle     | France      | Club Cycliste d'Étupes       | + 1 s           |
| 4e | Julien Antomarchi | France      | Roubaix Lille Métropole      | + 1 s           |
| 5e | Markus Hoelgaard  | Norvège     | Joker Icopal                 | + 55 s          |
| 6e | William Barta     | États-Unis  | Axeon-Hagens Berman          | + 55 s          |
| 7e | Alexander Krieger | Allemagne   | Leopard Pro Cycling          | + 55 s          |
| 8e | Gabriel Cullaigh  | Royaume-Uni | SEG Racing Academy           | + 55 s          |
| 9e | Michael Rice      | Australie   | Axeon-Hagens Berman          | + 55 s          |
| 10e | Rémi Aubert       | France      | Club Cycliste d'Étupes       | + 55 s          |

| \| Classement général \| Classement général \| Classement général \| Classement général \| Classement général \| \| Coureur \| Coureur \| Pays \| Équipe \| Temps \| \| ------------------ \| ------------------ \| ------------------ \| ---------------------------- \| ------------------ \| \| 1er \| Jhonatan Narváez \| Équateur \| Axeon-Hagens Berman \| 11 h 00 min 41 s \| \| 2e \| Maxime Vantomme \| Belgique \| WB-Veranclassic-Aqua Protect \| + 20 s \| \| 3e \| Julien Antomarchi \| France \| Roubaix Lille Métropole \| + 26 s \| \| 4e \| Romain Seigle \| France \| Club Cycliste d'Étupes \| + 26 s \| \| 5e \| Rasmus Guldhammer \| Danemark \| VéloCONCEPT \| + 55 s \| \| 6e \| Riccardo Zoidl \| Autriche \| Felbermayr Simplon Wels \| + 1 min 03 s \| \| 7e \| Kevyn Ista \| Belgique \| WB-Veranclassic-Aqua Protect \| + 1 min 03 s \| \| 8e \| Markus Hoelgaard \| Norvège \| Joker Icopal \| + 1 min 13 s \| \| 9e \| Markus Eibegger \| Autriche \| Felbermayr Simplon Wels \| + 1 min 19 s \| \| 10e \| Julien Loubet \| France \| Armée de terre \| + 1 min 20 s \| |                   |          |                              |                  |
| |                   |          |                              |                  |
| Source : ProCyclingStats |                   |          |                              |                  |
| Classement général |                   |          |                              |                  |
| Coureur | Coureur           | Pays     | Équipe                       | Temps            |
| 1er | Jhonatan Narváez  | Équateur | Axeon-Hagens Berman          | 11 h 00 min 41 s |
| 2e | Maxime Vantomme   | Belgique | WB-Veranclassic-Aqua Protect | + 20 s           |
| 3e | Julien Antomarchi | France   | Roubaix Lille Métropole      | + 26 s           |
| 4e | Romain Seigle     | France   | Club Cycliste d'Étupes       | + 26 s           |
| 5e | Rasmus Guldhammer | Danemark | VéloCONCEPT                  | + 55 s           |
| 6e | Riccardo Zoidl    | Autriche | Felbermayr Simplon Wels      | + 1 min 03 s     |
| 7e | Kevyn Ista        | Belgique | WB-Veranclassic-Aqua Protect | + 1 min 03 s     |
| 8e | Markus Hoelgaard  | Norvège  | Joker Icopal                 | + 1 min 13 s     |
| 9e | Markus Eibegger   | Autriche | Felbermayr Simplon Wels      | + 1 min 19 s     |
| 10e | Julien Loubet     | France   | Armée de terre               | + 1 min 20 s     |

### 4eétape
| \| Classement de l'étape \| Classement de l'étape \| Classement de l'étape \| Classement de l'étape \| Classement de l'étape \| \| Coureur \| Coureur \| Pays \| Équipe \| Temps \| \| --------------------- \| --------------------- \| --------------------- \| ----------------------- \| --------------------- \| \| 1er \| Riccardo Zoidl \| Autriche \| Felbermayr Simplon Wels \| 2 h 23 min 36 s \| \| 2e \| Kristoffer Skjerping \| Norvège \| Joker Icopal \| + 4 s \| \| 3e \| Leonardo Bonifazio \| Italie \| Colpack \| + 4 s \| \| 4e \| Alexander Kamp \| Danemark \| VéloCONCEPT \| + 4 s \| \| 5e \| Fabien Canal \| France \| Armée de terre \| + 4 s \| \| 6e \| Daniel Auer \| Autriche \| Felbermayr Simplon Wels \| + 4 s \| \| 7e \| Sylwester Janiszewski \| Pologne \| Wibatech 7R Fuji \| + 4 s \| \| 8e \| Kévin Le Cunff \| France \| HP BTP-Auber 93 \| + 4 s \| \| 9e \| Julien Antomarchi \| France \| Roubaix Lille Métropole \| + 4 s \| \| 10e \| Roland Thalmann \| Suisse \| Roth-Akros \| + 4 s \| |                       |          |                         |                 |
| |                       |          |                         |                 |
| Source : ProCyclingStats |                       |          |                         |                 |
| Classement de l'étape |                       |          |                         |                 |
| Coureur | Coureur               | Pays     | Équipe                  | Temps           |
| 1er | Riccardo Zoidl        | Autriche | Felbermayr Simplon Wels | 2 h 23 min 36 s |
| 2e | Kristoffer Skjerping  | Norvège  | Joker Icopal            | + 4 s           |
| 3e | Leonardo Bonifazio    | Italie   | Colpack                 | + 4 s           |
| 4e | Alexander Kamp        | Danemark | VéloCONCEPT             | + 4 s           |
| 5e | Fabien Canal          | France   | Armée de terre          | + 4 s           |
| 6e | Daniel Auer           | Autriche | Felbermayr Simplon Wels | + 4 s           |
| 7e | Sylwester Janiszewski | Pologne  | Wibatech 7R Fuji        | + 4 s           |
| 8e | Kévin Le Cunff        | France   | HP BTP-Auber 93         | + 4 s           |
| 9e | Julien Antomarchi     | France   | Roubaix Lille Métropole | + 4 s           |
| 10e | Roland Thalmann       | Suisse   | Roth-Akros              | + 4 s           |

## Classements finals

### Classement général
| \| Classement général \| Classement général \| Classement général \| Classement général \| Classement général \| \| Coureur \| Coureur \| Pays \| Équipe \| Temps \| \| ------------------ \| ------------------ \| ------------------ \| ---------------------------- \| ------------------ \| \| 1er \| Jhonatan Narváez \| Équateur \| Axeon-Hagens Berman \| 13 h 24 min 21 s \| \| 2e \| Maxime Vantomme \| Belgique \| WB-Veranclassic-Aqua Protect \| + 20 s \| \| 3e \| Julien Antomarchi \| France \| Roubaix Lille Métropole \| + 26 s \| \| 4e \| Romain Seigle \| France \| Club Cycliste d'Étupes \| + 26 s \| \| 5e \| Riccardo Zoidl \| Autriche \| Felbermayr Simplon Wels \| + 50 s \| \| 6e \| Rasmus Guldhammer \| Danemark \| VéloCONCEPT \| + 1 min 01 s \| \| 7e \| Kevyn Ista \| Belgique \| WB-Veranclassic-Aqua Protect \| + 1 min 03 s \| \| 8e \| Markus Hoelgaard \| Norvège \| Joker Icopal \| + 1 min 13 s \| \| 9e \| Julien Loubet \| France \| Armée de terre \| + 1 min 20 s \| \| 10e \| Bjorg Lambrecht \| Belgique \| Lotto-Soudal U23 \| + 1 min 23 s \| |                   |          |                              |                  |
| |                   |          |                              |                  |
| Source : ProCyclingStats |                   |          |                              |                  |
| Classement général |                   |          |                              |                  |
| Coureur | Coureur           | Pays     | Équipe                       | Temps            |
| 1er | Jhonatan Narváez  | Équateur | Axeon-Hagens Berman          | 13 h 24 min 21 s |
| 2e | Maxime Vantomme   | Belgique | WB-Veranclassic-Aqua Protect | + 20 s           |
| 3e | Julien Antomarchi | France   | Roubaix Lille Métropole      | + 26 s           |
| 4e | Romain Seigle     | France   | Club Cycliste d'Étupes       | + 26 s           |
| 5e | Riccardo Zoidl    | Autriche | Felbermayr Simplon Wels      | + 50 s           |
| 6e | Rasmus Guldhammer | Danemark | VéloCONCEPT                  | + 1 min 01 s     |
| 7e | Kevyn Ista        | Belgique | WB-Veranclassic-Aqua Protect | + 1 min 03 s     |
| 8e | Markus Hoelgaard  | Norvège  | Joker Icopal                 | + 1 min 13 s     |
| 9e | Julien Loubet     | France   | Armée de terre               | + 1 min 20 s     |
| 10e | Bjorg Lambrecht   | Belgique | Lotto-Soudal U23             | + 1 min 23 s     |

### Classements annexes

#### Classement par points
| Classement par points | Classement par points | Classement par points | Classement par points        | Classement par points |
| Coureur               | Coureur               | Pays                  | Équipe                       | Points                |
| --------------------- | --------------------- | --------------------- | ---------------------------- | --------------------- |
| 1er                   | Riccardo Zoidl        | Autriche              | Felbermayr Simplon Wels      | 33 pts                |
| 2e                    | Jhonatan Narváez      | Équateur              | Axeon-Hagens Berman          | 28 pts                |
| 3e                    | Kristoffer Skjerping  | Norvège               | Joker Icopal                 | 28 pts                |
| 4e                    | Markus Hoelgaard      | Norvège               | Joker Icopal                 | 26 pts                |
| 5e                    | Maxime Vantomme       | Belgique              | WB-Veranclassic-Aqua Protect | 24 pts                |
| 6e                    | Rasmus Guldhammer     | Danemark              | VéloCONCEPT                  | 20 pts                |
| 7e                    | Julien Loubet         | France                | Armée de terre               | 18 pts                |
| 8e                    | Kevyn Ista            | Belgique              | WB-Veranclassic-Aqua Protect | 17 pts                |
| 9e                    | Julien Antomarchi     | France                | Roubaix Lille Métropole      | 15 pts                |
| 10e                   | Fabien Canal          | France                | Armée de terre               | 14 pts                |

#### Classement par équipes
| Classement par équipes | Classement par équipes         | Classement par équipes | Classement par équipes |
| Équipe                 | Équipe                         | Pays                   | Temps                  |
| ---------------------- | ------------------------------ | ---------------------- | ---------------------- |
| 1re                    | Axeon-Hagens Berman            | États-Unis             | 40 h 15 min 59 s       |
| 2e                     | Felbermayr Simplon Wels        | Autriche               | + 59 s                 |
| 3e                     | Joker Icopal                   | Norvège                | + 1 min 13 s           |
| 4e                     | Lotto-Soudal U23               | Belgique               | + 1 min 19 s           |
| 5e                     | Armée de terre                 | France                 | + 2 min 21 s           |
| 6e                     | WB-Veranclassic-Aqua Protect   | Belgique               | + 3 min 40 s           |
| 7e                     | Adria Mobil                    | Slovénie               | + 6 min 15 s           |
| 8e                     | Roth-Akros                     | Suisse                 | + 7 min 52 s           |
| 9e                     | VéloCONCEPT                    | Danemark               | + 9 min 52 s           |
| 10e                    | Caja Rural-Seguros RGA amateur | Espagne                | + 11 min 23 s          |

## Liste des participants
| WB-Veranclassic-Aqua Protect WVA   | WB-Veranclassic-Aqua Protect WVA | WB-Veranclassic-Aqua Protect WVA |
| ---------------------------------- | -------------------------------- | -------------------------------- |
| Num                                | Coureur                          | Pos                              |
| 1                                  | Olivier Pardini (BEL)            |                                  |
| 2                                  | Kevyn Ista (BEL)                 |                                  |
| 3                                  | Christophe Masson (FRA)          |                                  |
| 4                                  | Lukas Spengler (SUI)             |                                  |
| 5                                  | Thomas Deruette (BEL)            |                                  |
| 6                                  | Maxime Vantomme (BEL)            |                                  |
| Directeur sportif : Olivier Kaisen |                                  |                                  |

| HP BTP-Auber 93 AUB                  | HP BTP-Auber 93 AUB       | HP BTP-Auber 93 AUB |
| ------------------------------------ | ------------------------- | ------------------- |
| Num                                  | Coureur                   | Pos                 |
| 11                                   | Flavien Dassonville (FRA) |                     |
| 12                                   | Nicolas Baldo (FRA)       |                     |
| 13                                   | Alo Jakin (EST)           |                     |
| 14                                   | Kévin Le Cunff (FRA)      |                     |
| 15                                   | Jérémy Bescond (FRA)      |                     |
| 16                                   | David Menut (FRA)         |                     |
| Directeur sportif : Stéphane Javalet |                           |                     |

| Joker Icopal TJI                    | Joker Icopal TJI           | Joker Icopal TJI |
| ----------------------------------- | -------------------------- | ---------------- |
| Num                                 | Coureur                    | Pos              |
| 21                                  | Vegard Breen (NOR)         |                  |
| 22                                  | Adrian Aas Stien (NOR)     |                  |
| 23                                  | Markus Hoelgaard (NOR)     |                  |
| 24                                  | Bjørn Tore Hoem (NOR)      |                  |
| 25                                  | Kristoffer Skjerping (NOR) |                  |
| 26                                  | Carl Fredrik Hagen (NOR)   |                  |
| Directeur sportif : Svein Erik Vold |                            |                  |

| Felbermayr Simplon Wels RSW         | Felbermayr Simplon Wels RSW | Felbermayr Simplon Wels RSW |
| ----------------------------------- | --------------------------- | --------------------------- |
| Num                                 | Coureur                     | Pos                         |
| 31                                  | Riccardo Zoidl (AUT)        |                             |
| 32                                  | Markus Eibegger (AUT)       |                             |
| 33                                  | Matija Kvasina (CRO)        |                             |
| 34                                  | Stephan Rabitsch (AUT)      |                             |
| 35                                  | Daniel Auer (AUT)           |                             |
| 36                                  | Lukas Schlemmer (AUT)       |                             |
| Directeur sportif : Andreas Grossek |                             |                             |

| Wibatech 7R Fuji WIB                  | Wibatech 7R Fuji WIB        | Wibatech 7R Fuji WIB |
| ------------------------------------- | --------------------------- | -------------------- |
| Num                                   | Coureur                     | Pos                  |
| 41                                    | Jacek Morajko (POL)         |                      |
| 42                                    | Sylwester Janiszewski (POL) |                      |
| 43                                    | Marek Rutkiewicz (POL)      |                      |
| 44                                    | Adrian Honkisz (POL)        |                      |
| 45                                    | Wojciech Sykała (POL)       |                      |
| 46                                    |                             |                      |
| Directeur sportif : Wiesław Ciasnocha |                             |                      |

| Véloconcept TVC                    | Véloconcept TVC              | Véloconcept TVC |
| ---------------------------------- | ---------------------------- | --------------- |
| Num                                | Coureur                      | Pos             |
| 51                                 | Rasmus Guldhammer (DEN)      |                 |
| 52                                 | Michael Reihs (DEN)          |                 |
| 53                                 | Alexander Kamp (DEN) (Route) |                 |
| 54                                 | Niklas Eg (DEN)              |                 |
| 55                                 | Mads Rahbek (DEN)            |                 |
| 56                                 | Nicolaj Steen (DEN)          |                 |
| Directeur sportif : Michael Skelde |                              |                 |

| Armée de Terre ADT                    | Armée de Terre ADT       | Armée de Terre ADT |
| ------------------------------------- | ------------------------ | ------------------ |
| Num                                   | Coureur                  | Pos                |
| 61                                    | Steven Tronet (FRA)      |                    |
| 62                                    | Fabien Canal (FRA)       |                    |
| 63                                    | Romain Campistrous (FRA) |                    |
| 64                                    | Romain Le Roux (FRA)     |                    |
| 65                                    | Jérôme Mainard (FRA)     |                    |
| 66                                    | Julien Loubet (FRA)      |                    |
| Directeur sportif : Vincent Bengochea |                          |                    |

| Wiggins WGN                    | Wiggins WGN                | Wiggins WGN |
| ------------------------------ | -------------------------- | ----------- |
| Num                            | Coureur                    | Pos         |
| 71                             | Michael Thompson (GBR)     |             |
| 72                             | James Knox (GBR)           |             |
| 73                             | Joey Walker (GBR)          |             |
| 74                             | Scott Davies (GBR)         |             |
| 75                             | Dylan Kerfoot-Robson (GBR) |             |
| 76                             | Ashley Dennis (GBR)        |             |
| Directeur sportif : Simon Cope |                            |             |

| Adria Mobil ADR                    | Adria Mobil ADR               | Adria Mobil ADR |
| ---------------------------------- | ----------------------------- | --------------- |
| Num                                | Coureur                       | Pos             |
| 81                                 | Žiga Horvat (SLO)             |                 |
| 82                                 | Žiga Grošelj (SLO)            |                 |
| 83                                 | Dušan Rajović (SER)           |                 |
| 84                                 | Jon Božič (SLO)               |                 |
| 85                                 | Jure Golčer (SLO)             |                 |
| 86                                 | Radoslav Rogina (CRO) (Route) |                 |
| Directeur sportif : Bostjan Mervar |                               |                 |

| Roubaix Lille Métropole RLM        | Roubaix Lille Métropole RLM | Roubaix Lille Métropole RLM |
| ---------------------------------- | --------------------------- | --------------------------- |
| Num                                | Coureur                     | Pos                         |
| 91                                 | Julien Antomarchi (FRA)     |                             |
| 92                                 | Jérémy Cabot (FRA)          |                             |
| 93                                 | Joeri Calleeuw (BEL)        |                             |
| 94                                 | Lander Seynaeve (BEL)       |                             |
| 95                                 | Nicolas Vereecken (BEL)     |                             |
| 96                                 | Emiel Vermeulen (BEL)       |                             |
| Directeur sportif : Michel Dernies |                             |                             |

| SEG Racing Academy SEG              | SEG Racing Academy SEG | SEG Racing Academy SEG |
| ----------------------------------- | ---------------------- | ---------------------- |
| Num                                 | Coureur                | Pos                    |
| 101                                 | Martijn de Jong (NED)  |                        |
| 102                                 | Jan Maas (NED)         |                        |
| 103                                 | Stephen Williams (GBR) |                        |
| 104                                 |                        |                        |
| 105                                 | Ide Schelling (NED)    |                        |
| 106                                 | Gabriel Cullaigh (GBR) |                        |
| Directeur sportif : Michiel Elijzen |                        |                        |

| Axeon-Hagens Berman AHB             | Axeon-Hagens Berman AHB | Axeon-Hagens Berman AHB |
| ----------------------------------- | ----------------------- | ----------------------- |
| Num                                 | Coureur                 | Pos                     |
| 111                                 | William Barta (USA)     |                         |
| 112                                 | Adrien Costa (USA)      |                         |
| 113                                 | Michael Rice (AUS)      |                         |
| 114                                 | Jhonatan Narváez (ECU)  |                         |
| 115                                 |                         |                         |
| 116                                 | Rui Oliveira (POR)      |                         |
| Directeur sportif : Koos Moerenhout |                         |                         |

| Roth-Akros TRA                    | Roth-Akros TRA                 | Roth-Akros TRA |
| --------------------------------- | ------------------------------ | -------------- |
| Num                               | Coureur                        | Pos            |
| 121                               | Jonathan Fumeaux (SUI) (Route) |                |
| 122                               | Colin Stüssi (SUI)             |                |
| 123                               | Lukas Jaun (SUI)               |                |
| 124                               | Pirmin Lang (SUI)              |                |
| 125                               | Roland Thalmann (SUI)          |                |
| 126                               | Matthias Reutimann (SUI)       |                |
| Directeur sportif : Patrick Banfi |                                |                |

| AGO-Aqua Service AAS                         | AGO-Aqua Service AAS   | AGO-Aqua Service AAS |
| -------------------------------------------- | ---------------------- | -------------------- |
| Num                                          | Coureur                | Pos                  |
| 131                                          | Hugo De Winter (BEL)   |                      |
| 132                                          | Kenny Molly (BEL)      |                      |
| 133                                          | Sylvain Moniquet (BEL) |                      |
| 134                                          | Arthur Baude (BEL)     |                      |
| 135                                          | Julien Mortier (BEL)   |                      |
| 136                                          | Marvin Tasset (BEL)    |                      |
| Directeur sportif : Jean-Denis Vandenbroucke |                        |                      |

| Leopard LPC                         | Leopard LPC              | Leopard LPC |
| ----------------------------------- | ------------------------ | ----------- |
| Num                                 | Coureur                  | Pos         |
| 141                                 | John Mandrysch (GER)     |             |
| 142                                 | Carmelo Foti (ITA)       |             |
| 143                                 | Alexander Krieger (GER)  |             |
| 144                                 | Gaëtan Pons (LUX)        |             |
| 145                                 | Laurent Vanden Bak (BEL) |             |
| 146                                 | Charlie Quarterman (GBR) |             |
| Directeur sportif : Gregor Willwohl |                          |             |

| CC Étupes                         | CC Étupes                | CC Étupes |
| --------------------------------- | ------------------------ | --------- |
| Num                               | Coureur                  | Pos       |
| 151                               | Romain Seigle (FRA)      |           |
| 152                               | Rémi Aubert (FRA)        |           |
| 153                               | Pierre Idjouadiene (FRA) |           |
| 154                               | Quentin Simon (FRA)      |           |
| 155                               | Paul Sauvage (FRA)       |           |
| 156                               | Arnaud Pfrimmer (FRA)    |           |
| Directeur sportif : Jérôme Gannat |                          |           |

| VC Rouen 76                       | VC Rouen 76            | VC Rouen 76 |
| --------------------------------- | ---------------------- | ----------- |
| Num                               | Coureur                | Pos         |
| 161                               | Wilfried Canales (FRA) |             |
| 162                               | Alexis Guérin (FRA)    |             |
| 163                               | Théo Nicolas (FRA)     |             |
| 164                               | Christopher Piry (FRA) |             |
| 165                               | Risto Raid (EST)       |             |
| 166                               | Fabien Rondeau (FRA)   |             |
| Directeur sportif : Pascal Carlot |                        |             |

| CC Nogent-sur-Oise               | CC Nogent-sur-Oise    | CC Nogent-sur-Oise |
| -------------------------------- | --------------------- | ------------------ |
| Num                              | Coureur               | Pos                |
| 171                              | Romain Bacon (FRA)    |                    |
| 172                              | Sébastien Havot (FRA) |                    |
| 173                              | Thomas Joly (FRA)     |                    |
| 174                              | Kévin Lalouette (FRA) |                    |
| 175                              | Samuel Leroux (FRA)   |                    |
| 176                              | Clément Penven (FRA)  |                    |
| Directeur sportif : Arnaud Molmy |                       |                    |

| Sélection nationale d'Allemagne GER | Sélection nationale d'Allemagne GER | Sélection nationale d'Allemagne GER |
| ----------------------------------- | ----------------------------------- | ----------------------------------- |
| Num                                 | Coureur                             | Pos                                 |
| 181                                 | Patrick Haller (GER)                |                                     |
| 182                                 | Tobias Nolde (GER)                  |                                     |
| 183                                 | Felix Groß (GER)                    |                                     |
| 184                                 | Domenic Weinstein (GER)             |                                     |
| 185                                 | Dorian Lübbers (GER)                |                                     |
| 186                                 | Laurin Winter (GER)                 |                                     |
| Directeur sportif : Frank Augustin  |                                     |                                     |

| Lotto-Soudal U23                       | Lotto-Soudal U23       | Lotto-Soudal U23 |
| -------------------------------------- | ---------------------- | ---------------- |
| Num                                    | Coureur                | Pos              |
| 191                                    | Bjorg Lambrecht (BEL)  |                  |
| 192                                    | Steff Hermans (BEL)    |                  |
| 193                                    | Kevin Inkelaar (NED)   |                  |
| 194                                    | Ward Jaspers (BEL)     |                  |
| 195                                    | Emiel Planckaert (BEL) |                  |
| 196                                    | Harm Vanhoucke (BEL)   |                  |
| Directeur sportif : Kurt Van de Wouwer |                        |                  |

| Caja Rural-Seguros RGA amateur               | Caja Rural-Seguros RGA amateur | Caja Rural-Seguros RGA amateur |
| -------------------------------------------- | ------------------------------ | ------------------------------ |
| Num                                          | Coureur                        | Pos                            |
| 201                                          | Óscar Pelegrí (ESP)            |                                |
| 202                                          | Gonzalo Serrano (ESP)          |                                |
| 203                                          | Álvaro Cuadros (ESP)           |                                |
| 204                                          | Iker Azkarate (ESP)            |                                |
| 205                                          | Manuel Sola (ESP)              |                                |
| 206                                          | Carlos Cobos (ESP)             |                                |
| Directeur sportif : Ruben Martínez Hernandez |                                |                                |

| Colpack                              | Colpack                   | Colpack |
| ------------------------------------ | ------------------------- | ------- |
| Num                                  | Coureur                   | Pos     |
| 211                                  | Leonardo Bonifazio (ITA)  |         |
| 212                                  | Simone Bettinelli (ITA)   |         |
| 213                                  | Andrea Garosio (ITA)      |         |
| 214                                  | Nicolas Dalla Valle (ITA) |         |
| 215                                  | Andrea Toniatti (ITA)     |         |
| 216                                  | Pietro Andreoletti (ITA)  |         |
| Directeur sportif : Mirco Lorenzetto |                           |         |

| Israel Cycling Academy ICA        | Israel Cycling Academy ICA | Israel Cycling Academy ICA |
| --------------------------------- | -------------------------- | -------------------------- |
| Num                               | Coureur                    | Pos                        |
| 221                               | Ido Bear (ISR)             |                            |
| 222                               | Itmar Einhorn (ISR)        |                            |
| 223                               | Omer Goldstein (ISR)       | AB-1                       |
| 224                               | Guy Niv (ISR)              |                            |
| 225                               | Yam Poliak (ISR)           |                            |
| 226                               | Guy Sessler (ISR)          |                            |
| Directeur sportif : Avivad Izrael |                            |                            |

| CC Villeneuve Saint-Germain         | CC Villeneuve Saint-Germain | CC Villeneuve Saint-Germain |
| ----------------------------------- | --------------------------- | --------------------------- |
| Num                                 | Coureur                     | Pos                         |
| 231                                 | Anthony Kuentz (FRA)        |                             |
| 232                                 | Nicolas Legras (FRA)        |                             |
| 233                                 | Grégoire Somogyi (FRA)      |                             |
| 234                                 | Gwennaël Tallonneau (FRA)   |                             |
| 235                                 | Quentin Tanis (FRA)         |                             |
| 236                                 | Romain Baert (FRA)          | AB-1                        |
| Directeur sportif : Christophe Eloy |                             |                             |